# ZAS Erasmus
ZAS Erasmus is een ziekenhuis in Borgerhout, een district in de stad Antwerpen. Het is een onderdeel van de Antwerpse ziekenhuiskoepel Ziekenhuis aan de Stroom, die ontstaan is door een fusie van GZA en ZNA. 

## Geschiedenis
In 1970 werd het Sint-Erasmusziekenhuis aan de Lippenslaan geopend, als vervanger van het oude Erasmusgasthuis in de Fonteinstraat. Dat gebouw werd tijdens de Tweede Wereldoorlog zwaar geteisterd en was niet langer geschikt om als ziekenhuis gebruikt te worden. Langs de net aangelegde kleine ring rond Antwerpen werd een plek gevonden voor een nieuw modern ziekenhuis. Het nieuwe hospitaal werd ontworpen door Joseph-Louis Stynen. 

## Sluiting
Door de reorganisatie als gevolg van de fusie van GZA en ZNA tot ZAS worden de activiteiten in enkele ziekenhuizen die onderdeel zijn van de ziekenhuiskoepel afgebouwd. Het Erasmusziekenhuis is daar één van. Momenteel zijn enkel de palliatieve afdeling en het slaaplabo nog actief. De rest van het ziekenhuis staat leeg. Verschillende mogelijke toekomstscenario's worden op dit moment onderzocht.